# Fritz Wagnerberger
Fritz Wagnerberger (Traunstein, 14 juni 1937 - 23 maart 2010) was een Duits alpineskiër.
Wagnerberger werd vijfmaal Duits kampioen, nam tweemaal deel aan de wereldkampioenschappen alpineskiën en tweemaal aan de Olympische Winterspelen. In de periode van 1970 tot 1978 en van 1994 tot 2005 was hij in totaal gedurende 19 jaar voorzitter van de Duitse Skibond (DSV).
- Gemeinsame Normdatei: 1060160382
- Virtual International Authority File: 311441561